# Соузга (река)
Соузга — река на северо-западе Республики Алтай. Устье реки находится в 119 км от устья по правому берегу Катуни. Протекает по территории Майминского района.
Река берёт своё начало на склонах невысоких гор высотой 750 м над уровнем моря недалеко от горы Синюха (1218 м) и Манжерокского озера, после чего проходит в северном направлении, пересекая Чуйский тракт, до одноимённого села Соузга, после чего впадает в Катунь, в 30 км ниже по течению от Горно-Алтайска и в 20 км от Маймы. Берега покрыты густым лесом с преобладанием берёзы и кустарников. Имеются три незначительных притока: один правый и два левых. Окружающие Соузгу хребты являются водоразделами с реками Каяс, Сиульта и Манжерок.
На правом берегу, чуть выше устья находится нежилое поселение Верх-Соузга. Около самого устья рядом с селом Соузга расположено несколько туристических кемпингов, в том числе «Гостиный двор», «Иолго», «Алтын-Ай», «На Шумах» и др. Чуть севернее места слияния Катуни и Соузги — деревянный подвесной Айский мост, соединяющий Алтайский край с Республикой Алтай, и ведущий на левый берег Катуни к большому комплексу различных отелей и турбаз около озера Ая. В селе Соузга работает фельдшерско-акушерский пункт, обслуживающий местных жителей и туристов.

## Данные водного реестра
По данным государственного водного реестра России относится к Верхнеобскому бассейновому округу, водохозяйственный участок реки — Катунь, речной подбассейн реки — Бия и Катунь. Речной бассейн реки — (Верхняя) Обь до впадения Иртыша.